# Borek (Třebovle)
Borek je vesnice v okrese Kolín, je součástí obce Třebovle. Nachází se asi 1,2 kilometru západně od Třebovle. V centru Borku stojí zvonička. Borek se nachází v katastrálním území Hlaváčova Lhota, kde leží i část obce Království.

## Historie
První písemná zmínka o vesnici pochází z roku 1788.